# Світ тварин (фільм)
«Світ тварин» (кит.: 動物世界) — китайський бойовик 2018 року з Лі Іфеном, Майклом Дугласом і Чжоу Дунюй у головних ролях. Фільм знятий на основі манги «Kaiji» Нобуюкі Фукумото. Світова прем'єра фільму відбулась на Шанхайському міжнародному кінофестивалі 16 червня 2018, покази в кінотеатрах Китаю розпочались 29 червня. У червні 2018 року компанія Netflix придбала цифрові права на фільм.

## Сюжет
Чжень Кайдзи назбирав боргів на суму з шістьма нулями, напозичавши гроші у своїх друзів. Кайдзи залишає свою хвору матір і кохану Лю Цін, щоб зіграти в гру та погасити борги. Гра швидко стає смертельно небезпечною і тепер герою необхідно рятувати власну шкіру.

## У ролях
| Актор        | Роль           |
| ------------ | -------------- |
| Лі Іфен      | Чжень Кайдзи   |
| Майкл Дуглас | Андерсон       |
| Чжоу Дунюй   | Лю Цін         |
| Цао Бінкунь  | Юн             |
| Ван Ге       | Менг Сяопенг   |
| Су Ке        | Чжанг Цзинкунь |
| Джиа Чі      | Андо           |
| Лі Іцзюань   | мати Чжанга    |

## Створення фільму

### Виробництво
Робота над фільмом почалась 24 лютого 2017 року. Зйомки стрічки проходили в Пекіні, Тяньцзіні та Хайкоу і тривали близько 5 місяців.

### Знімальна група
- Кінорежисер — Хань Янь
- Сценарист — Хань Янь
- Кінопродюсер — Чень Чжисі
- Композитор — Ніл Акрі, Майкл Таллер
- Кінооператор — Макс Вонг Да-юнг
- Кіномонтаж — Ю Хонгчао[8]

## Сприйняття

### Критика
Фільм отримав схвальні відгуки. На сайті Rotten Tomatoes оцінка стрічки становить 67 % на основі 12 відгуків від критиків (середня оцінка 5,2/10) і 56 % від глядачів із середньою оцінкою 4,0/5 (195 голосів). Фільму зарахований «стиглий помідор» від кінокритиків та «попкорн» від глядачів, Internet Movie Database — 6,5/10 (2 529 голосів).

### Номінації та нагороди
| Нагороди та номінації фільму «Світ тварин» | Нагороди та номінації фільму «Світ тварин»      | Нагороди та номінації фільму «Світ тварин»              | Нагороди та номінації фільму «Світ тварин» | Нагороди та номінації фільму «Світ тварин» | Нагороди та номінації фільму «Світ тварин» |
| Рік                                        | Кінофестиваль/кінопремія                        | Категорія/нагорода                                      | Номінант                                   | Результат                                  |                                            |
| ------------------------------------------ | ----------------------------------------------- | ------------------------------------------------------- | ------------------------------------------ | ------------------------------------------ | ------------------------------------------ |
| 2018                                       | Молодіжний кінофестиваль у Пекіні               | Популярний актор                                        | Лі Іфен                                    | Перемога                                   |                                            |
| 2018                                       | Молодіжний кінофестиваль у Пекіні               | Особлива згадка                                         | Хань Янь                                   | Перемога                                   |                                            |
| 2018                                       | Молодіжний кінофестиваль у Пекіні               | Найкращий фільм                                         | Хань Янь                                   | Номінація                                  |                                            |
| 2018                                       | Молодіжний кінофестиваль у Пекіні               | Найкращий актор                                         | Лі Іфен                                    | Номінація                                  |                                            |
| 2018                                       | Молодіжний кінофестиваль у Пекіні               | Найкращий режисер                                       | Хань Янь                                   | Номінація                                  |                                            |
| 2018                                       | Нагорода Голлівуду за музику у візуальних медіа | Оригінальна музика — незалежний фільм (іноземною мовою) | Ніл Акрі, Майкл Таллер                     | Номінація                                  |                                            |